# Wurfbainia staminidiva
Wurfbainia staminidiva là một loài thực vật có hoa trong họ Gừng. Loài này được J. Gobilik, Anthony L. Lamb và Axel Dalberg Poulsen mô tả khoa học đầu tiên năm 2004 dưới danh pháp Amomum staminidivum. Năm 2018, Jana Leong-Škorničková & Axel Dalberg Poulsen phục hồi chi Wurfbainia và xếp nó trong chi này.

## Phân bố
Plants of the World Online cho rằng loài này có tại đảo Borneo.